# Évelyne Élien
Évelyne Élien (née le 24 mars 1964 à Basse-Terre) est une athlète française spécialiste du 400 mètres. Elle co-détient le record de France du relais 4 × 400 mètres en 3 min 22 s 34 (1994).

## Carrière
Sélectionnée 20 fois en équipe de France senior, Évelyne Élien s'illustre dans l'épreuve du relais 4 × 400 mètres en disputant plusieurs finales de championnats internationaux. En 1994, la Française remporte la médaille d'or des Championnats d'Europe d'Helsinki aux côtés de Francine Landre, Viviane Dorsile et Marie-José Pérec en établissant un nouveau record national en 3 min 22 s 34.
Licenciée à l'AC Bouillante, Guadeloupe, Évelyne Élien a remporté les Championnats de France en 1990 et 1995. Son record personnel sur 400 mètres, établi en 1994, est de 51 s 52.

## Palmarès
| Date | Compétition                    | Lieu      | Place | Épreuve   |
| ---- | ------------------------------ | --------- | ----- | --------- |
| 1988 | Jeux olympiques                | Séoul     | 7e    | 4 × 400 m |
| 1990 | Championnats d'Europe          | Split     | 5e    | 4 × 400 m |
| 1991 | Championnats du monde en salle | Séville   | 5e    | 4 × 400 m |
| 1993 | Championnats du monde          | Stuttgart | 6e    | 4 × 400 m |
| 1994 | Championnats d'Europe          | Helsinki  | 1re   | 4 × 400 m |
| 1996 | Jeux olympiques                | Atlanta   | 8e    | 4 × 400 m |

- Championne de France « élite » du 400 mètres en 1990 et 1995.